# Section des Marchés
La section des Marchés était, sous la Révolution française, une section révolutionnaire parisienne.

## Représentants
Elle était représentée à la Commune de Paris par :
- Denis Joseph Dumontier, né à Paris en 1743, tailleur, demeurant 456, rue de la Poterie. Officier municipal, administrateur de police, guillotiné le 11 thermidor an II (29 juillet 1794),
- Auguste-Germain Jobert, né à Montigny-sur-Aube (Côte d'Or) en 1744-1794), négociant demeurant 24, rue des Prêcheurs. Impliqué dans la conspiration de l'œillet il est acquitté par le Tribunal révolutionnaire le 19 novembre 1793 avant d'être guillotiné après la chute de Robespierre le 11 thermidor, an II.
- Jacques Morel, né à Vandœuvre (Aube) en 1749, écrivain demeurant rue du Marché-aux-Poirées. Il est guillotiné le 11 thermidor, an II.

## Historique
Cette section s’appela d’abord « section du Marché des Innocents ». En octobre 1792, elle l’abandonna pour prendre celui de « section des Halles », puis, en mai 1793 celui de « section des Marchés ».

## Territoire
Voisine de la section du Muséum, elle comprenait une partie du quartier des Halles centrales attenante au marché des Innocents dont elle avait pris le nom.

## Limites
La rue Saint-Denis, à droite, depuis la rue de la Chanvrerie jusqu’à la rue Perrin-Gasselin : la rue Perrin-Gasselin à droite : la place du Chevalier-du-Guet, à droite : la rue du Chevalier-du-Guet, à droite jusqu’à la rue des Lavandières : la rue des Lavandières, à droite, jusqu’à la rue de la Tableterie : la rue des Fourreurs, à droite ; partie de la rue des Déchargeurs, à droite, depuis la rue des Fourreurs jusqu’à la rue de la Ferronnerie : rue Saint-Honoré, (ou rue de la Chausseterie) à droite, depuis la rue de la Ferronnerie jusqu’à la rue de la Tonnellerie : rue de la Tonnellerie, à droite, jusqu’à la rue de la Fromagerie : la Halle, sans y comprendre les petits Piliers, à gauche, en allant à la rue de la Chanvrerie : la rue de la Chanvrerie, à droite, en allant à la rue Saint-Denis.

## Intérieur
Les rues de la Fromagerie, de la Cordonnerie, de la Friperie, de la Porerie, des Prêcheurs, de la Cossonnerie, aux Fers, le Marché des Innocents ; les rues de la Ferronnerie, Courtalon, de la Tableterie, Vieille-Halangerie, du Chevalier-du-Gue, à droite, la place du Chevalier-du-Guet, à droite : la place Sainte-Opportune, etc., et généralement tous les rues, culs-de-sac, places, etc., enclavés dans cette limite.

## Local
La section des Marchés se réunissait dans l’église Sainte-Opportune qui se trouvait au niveau du no 2 de la place du même nom.

## Population
13 150 habitants, dont 1 700 ouvriers et 500 économiquement faibles.

## 9 Thermidor an II
Lors de la chute de Robespierre, le 9 thermidor an II (27 juillet 1794), la section des Marchés soutint la Convention nationale, malgré ses trois représentants qui prêtèrent serment à la Commune de Paris, ils furent tous les trois guillotinés le 11 thermidor an II (29 juillet 1794).

## Évolution
Après le regroupement par quatre des sections révolutionnaires par la loi du 19 vendémiaire an IV (11 octobre 1795) qui porte création de 12 arrondissements, la présente section est maintenue comme subdivision administrative, puis devient, par arrêté préfectoral du 10 mai 1811, le quartier des Marchés (4e arrondissement de Paris).